# Daniel Pipes
Daniel Pipes (9 de septiembre de 1949) es un historiador y politólogo especializado en terrorismo, el Islam y Oriente Próximo. Es el presidente del «Middle East Forum», un think tank estadounidense de orientación neoconservadora.

## Biografía
Nació en Boston (Massachusetts, Estados Unidos) el 9 de septiembre de 1949, hijo del historiador Richard Pipes y de Irene Pipes. Creció en Cambridge (Massachusetts). Ambos progenitores son de origen judío polaco, llegados de Polonia en 1939. La pareja se conoció en los Estados Unidos en 1944 y contrajeron matrimonio dos años más tarde. Daniel Pipes fue su primer hijo.
Daniel Pipes asistió a la Universidad de Harvard, donde su padre es catedrático. Se licenció en Historia en 1971. Después pasó casi dos años en El Cairo. Aprendió árabe y estudió el Corán. Volvió a Harvard en 1973 y se doctoró en Historia Medieval Islámica en 1978. Impartió Historia del mundo en la Universidad de Chicago entre 1978 y 1982, Historia en Harvard entre 1983 y 1984 y Política y Estrategia en la Academia General Naval entre 1984 y 1986.
Son conocidas sus tribunas a nivel internacional en prensa en el New York Sun, The Jerusalem Post, Washington Post, New York Times y Wall Street Journal, y en medios de Internet como FrontPage Magazine; en español, sus derechos pertenecen al Grupo Planeta, apareciendo en La Razón.
Pipes es conocido por ser uno de los dos expertos (junto a Steven Emerson) en haberse anticipado al 11 de septiembre ya en los 90. Es el creador del Middle East Forum, que también dirige. Es autor o coautor de 18 libros que han sido traducidos a 19 idiomas y es invitado frecuente a debatir de Oriente Medio en cadenas, universidades y entidades de tipo intelectual; ha participado en la BBC, Antena 3 y Al Yazira, y dicta conferencias en 25 países.
Aunque Daniel Pipes es clasificado de neoconservador y sus opiniones pueden suscitar numerosas adhesiones y críticas, él niega o más bien obvia el calificativo. Ha criticado en numerosas ocasiones a la administración Bush y en no pocas a destacados miembros de los llamados «neoconservadores».
Es descrito por Cas Mudde como un «islamófobo profesional». En el debate de la comparación entre islamismo y fascismo se le sitúa en el campo discursivo que aboga por la comprensión del primero como «islamofascismo».